# Mayang (Bosar Maligas)
Mayang is een bestuurslaag in het regentschap Simalungun van de provincie Noord-Sumatra, Indonesië. Mayang telt 2185 inwoners (volkstelling 2010).